# Canton d'Heyrieux
Le canton d'Heyrieux est une ancienne division administrative française située dans le département de l'Isère et la région Rhône-Alpes.

## Géographie
Ce canton était organisé autour d'Heyrieux dans l'arrondissement de Vienne. Son altitude variait de 218 m (Saint-Just-Chaleyssin) à 472 m (Charantonnay) pour une altitude moyenne de 316 m.

## Histoire
- De 1833 à 1848, les cantons d'Heyrieux et de la Verpillière avaient le même conseiller général. Le nombre de conseillers généraux était limité à 30 par département[1].
- Par la loi no 67-1205 du 29 décembre 1967, le canton a perdu les communes de Saint-Bonnet-de-Mure, Saint-Laurent-de-Mure, Saint-Pierre-de-Chandieu et Toussieu, rattachées au département du Rhône.

## Représentation

### Conseillers généraux de 1833 à 2015
| Période | Période      | Identité                                         | Étiquette             | Qualité |
| ------- | ------------ | ------------------------------------------------ | --------------------- | --- |
| 1833    | 1848         | Claude-Joseph Charreton (1776-1855)              |                       | Propriétaire, maire de Saint-Quentin-de-la-Verpillière                                                                                              |
| 1848    | 1852         | Jean Camille Termet                              |                       | Notaire à Saint-Georges-d'Espéranche |
| 1852    | 1861         | Marc-Antoine Vacher                              |                       | Juge de paix, juge au Tribunal civil de Vienne |
| 1861    | 1870         | François Dessable                                |                       | Maire de Saint-Just-Chaleyssin |
| 1870    | 1877         | Henry Bouthier                                   | Républicain de Droite | Administrateur du Crédit Lyonnais Propriétaire à Heyrieux                                                                                           |
| 1877    | 1892 (décès) | Abel-Antoine Ronjat                              | Républicain           | Avocat Procureur général près la Cour de Cassation, Paris Sénateur (1878-1884) Maire de Vienne (1878-1880) Président du Conseil Général (1887-1892) |
| 1893    | 1901         | Eugène Valéry Benoît Monroë, dit Roë (1847-1923) | Républicain rallié    | Magistrat à Annecy (démissionnaire) Propriétaire à Saint-Clair-du-Rhône puis à Lyon                                                                 |
| 1901    | 1940         | Louis Buyat                                      | Rad. puis RG          | Avocat Maire de Chaponnay (1901-?) Député (1902-1910, 1928-1932 et 1936-1942) Nommé conseiller départemental en 1943                                |
|         |              |                                                  |                       | |
| 1945    | 1949         | Joannès Rigard (1890-1983)                       | SFIO                  | Propriétaire à Saint-Georges-d'Espéranche |
| 1949    | 1961         | René Lecerf (1882-1966)                          | MRP puis DVD          | Ancien adjudant chef de gendarmerie à Lyon Maire d'Heyrieux                                                                                         |
| 1961    | 1967         | Victor Broizat                                   | DVG                   | Maire de Saint-Laurent-de-Mure |
| 1967    | 1973         | Lucien Tardy                                     | FGDS puis PS          | Agent immobilier, maire d'Heyrieux |
| 1973    | 2011         | Bernard Saugey                                   | UDF-PR puis UMP       | Administrateur de journaux Député (1993-1997) - Sénateur (2001-2017) Ancien Maire de Saint-Just-Chaleyssin Président du Conseil Général (1998-2001) |
| 2011    | 2015         | Thierry Auboyer                                  | PS                    | Pharmacien Ancien conseiller municipal de Charantonnay                                                                                              |

### Conseillers d'arrondissement (de 1833 à 1940)
| Période                                  | Période          | Identité             | Étiquette                | Qualité |
| ---------------------------------------- | ---------------- | -------------------- | ------------------------ | --- |
| 1833                                     | 1848             | M. Rosier            |                          | Propriétaire, maire d'Heyrieux                                                                              |
|                                          |                  |                      |                          | |
| 1886                                     | 1892             | Joseph Janin         | Républicain              | Négociant à Saint-Georges-d'Espéranche                                                                      |
| 1892                                     | 1910             | Étienne Vacher       | Républicain progressiste | Délégué cantonal à Valencin                                                                                 |
| 1910                                     | nov.1936 (décès) | Antoine Émile Vernay | Radical puis Droite      | Cultivateur, maire de Saint-Pierre-de-Chandieu, Président du Conseil d'arrondissement                       |
| 1940                                     |                  |                      |                          | Les conseils d'arrondissement ont été suspendus par la loi du 12 octobre 1940 et n'ont jamais été réactivés |
| Les données manquantes sont à compléter. |                  |                      |                          | |

## Composition
Le canton d'Heyrieux regroupait huit communes et comptait 17 653 habitants (recensement de 1999 sans doubles comptes).
| Nom                        | Code Insee | Intercommunalité                  | Superficie (km2) | Population (dernière pop. légale) | Densité (hab./km2) |
| -------------------------- | ---------- | --------------------------------- | ---------------- | --------------------------------- | ------------------ |
| Heyrieux (chef-lieu)       | 38189      | CC Collines Isère Nord Communauté | 13,95            | 4 633 (2014)                      | 332                |
| Charantonnay               | 38081      | CC Collines Isère Nord Communauté | 11,00            | 1 851 (2014)                      | 168                |
| Diémoz                     | 38144      | CC Collines Isère Nord Communauté | 13,72            | 2 652 (2014)                      | 193                |
| Grenay                     | 38184      | CC Collines Isère Nord Communauté | 7,20             | 1 560 (2014)                      | 217                |
| Oytier-Saint-Oblas         | 38288      | CC Collines Isère Nord Communauté | 14,30            | 1 619 (2014)                      | 113                |
| Saint-Georges-d'Espéranche | 38389      | CC Collines Isère Nord Communauté | 24,65            | 3 302 (2014)                      | 134                |
| Saint-Just-Chaleyssin      | 38408      | CC Collines Isère Nord Communauté | 13,95            | 2 428 (2014)                      | 174                |
| Valencin                   | 38519      | CC Collines Isère Nord Communauté | 9,63             | 2 674 (2014)                      | 278                |

## Démographie
| 1962  | 1968  | 1975  | 1982   | 1990   | 1999   | 2006   | 2011   | 2012   |
| ----- | ----- | ----- | ------ | ------ | ------ | ------ | ------ | ------ |
| 5 988 | 6 543 | 8 262 | 11 542 | 15 001 | 17 653 | 19 677 | 20 491 | 20 662 |

## Personnalités liées au canton
- Jean-Louis Valois : Ancien footballeur professionnel.
- Gilles Cassagne : Ancien rugbyman international et actuel manager sportif du Football club de Grenoble rugby.
- Victor Broizat : conseiller général jusqu’en 1967 et maire de Saint-Laurent-de-Mure alors dans l’isère.

Né à Saint Quentin Fallavier en 1901.